# Powiat chodzieski
Powiat chodzieski – powiat w Polsce (województwo wielkopolskie), utworzony w 1999 roku w ramach reformy administracyjnej. Jego siedzibą jest miasto Chodzież.
W skład powiatu wchodzą:
- gminy miejskie: Chodzież
- gminy miejsko-wiejskie: Budzyń, Margonin, Szamocin
- gminy wiejskie:  Chodzież
- miasta: Budzyń, Chodzież, Margonin, Szamocin

Według danych z 31 grudnia 2019 roku powiat zamieszkiwało 47 055 osób. Natomiast według danych z 30 czerwca 2020 roku powiat zamieszkiwało 46 995 osób.

## Demografia

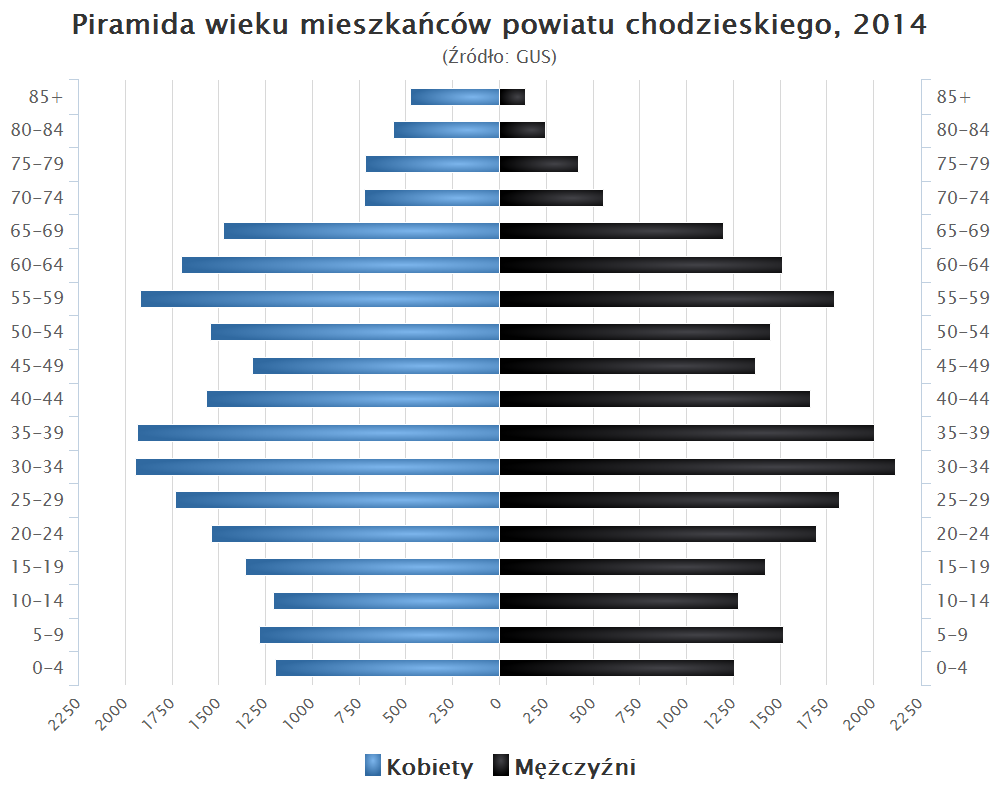
Piramida wieku mieszkańców powiatu chodzieskiego w 2014 roku

Liczba ludności (dane z 31 grudnia 2009):
|        | Ogółem | Ogółem | Kobiety | Kobiety | Mężczyźni | Mężczyźni |
| osób   | %      | osób   | %       | osób    | %         |           |
| ------ | ------ | ------ | ------- | ------- | --------- | --------- |
| Ogółem | 47 389 | 100    | 24 105  | 50,87   | 23 284    | 49,13     |
| Miasto | 26 763 | 56,48  | 13 993  | 29,53   | 12 770    | 26,95     |
| Wieś   | 20 626 | 43,52  | 10 112  | 21,34   | 10 514    | 22,19     |

▶Wieś vs ▶miasto
Ogółem (▶k, ▶m)
Miasto (▶k, ▶m)
Wieś (▶k, ▶m)

## Gospodarka
W końcu września 2019 liczba zarejestrowanych bezrobotnych w powiecie chodzieskim obejmowała ok. 1,2 tys. mieszkańców, co stanowi stopę bezrobocia na poziomie 6,2% do aktywnych zawodowo.

## Starostowie (w tym landratowie)
- Karol Kazimierz Stosch, 1815-1832
- dr Zbigniew Jerzykowski, 1920-1930
- Dąbrowski, 1930-1932
- Sieleczyński, 1932-1939
- Zygmunt Sierakowski, 1945-1949
- B.Portala, 1949-1950
- przerwa w istnieniu powiatów
- Władysław Krawiec, styczeń 1999-wrzesień 2006
- Mirosław Juraszek, 2006[6]-2010
- Julian Hermaszczuk, 2010 - 2018
- Mirosław Juraszek, 2018-2024
- Adrian Urbański, od 2024

## Sąsiednie powiaty
- wągrowiecki
- obornicki
- czarnkowsko-trzcianecki
- pilski